# Vízöntő (együttes)
A Vízöntő együttes 1972-ben alakult meg, képzett zenészekből állt össze. Az 1970-es években több tag is kilépett a zenekarból és létrehozták a Kolinda együttest. 1980 óta az együttes a Cserepes Károly–Hasur János–Huszár Mihály–Kiss Ferenc felállásban működik. Zenéjük kortárs szemléletű, mondanivalója önálló és a jelen emberéhez szól. Saját maguk folktemporainnek hívják a műfajt. 1981-ig dolgoztak a Bihari Táncegyüttessel.

## Eredeti felállás
- Vas János – pengetős hangszerek, ének
- Lantos Iván – nagybőgő, fúvósok
- Dabasi Péter – pengetősök
- Balázs János – hegedű
- Zsákay Győző – nagybőgő, ütőhangszerek

## Diszkográfia
- Vízöntő (FM, 1977)
- Élő népzene III. (Hungaroton, 1978)
- Mélyvíz (Munich Records, 1985)
- Dalvándorlás (Hungaroton, 1986)
- Villanypásztor (Hungaroton, 1987)
- Gitania Express (Hungaroton-Gong, 1990)
- Best (Quintana, 1990)
- New Wave (Dunya Records, 2000)